# Jamais content
Albums de Alain Souchon
Bidon
(1976) Toto 30 ans, rien que du malheur...
(1978)
Singles
1. Y'a de la rumba dans l'air
Sortie : juillet 1977
2. Jamais content
Sortie : janvier 1978
3. Allô maman bobo
Sortie : avril 1978
4. 18 ans que j't'ai à l’œil
Sortie : novembre 1978

Jamais content est le troisième album studio d'Alain Souchon sorti en décembre 1977. Ils contient des grands classiques du répertoire de Souchon : Jamais content, Allô Maman Bobo, Y'a d'la rumba dans l'air, Poulaillers' Song, J'ai perdu tout c'que j'aimais et Dix-huit ans que j't'ai à l'œil.

## Développement
Enregistré principalement au Studio Davout, sauf la chanson-titre, enregistrée au Studio Casanova « le tout dans une ambiance jeune et gaie » comme le mentionne le verso de la pochette, Jamais Content impose Souchon comme l'un des meilleurs auteur-interprètes et le contenu est « comme un bel équilibre entre la diversité des paroles de Souchon et un ensemble de chansons qui se tient » et « l'album se démarque par des arrangements bien dosés ». La plupart des titres qui composent ce troisième opus sont composés par Laurent Voulzy à part La P'tite Bill est malade et Le P'tit Chanteur, composés par Souchon seul.
Souchon dénonce avec humour et cynisme le racisme avec Poulailler's Song, le système qu'il réfute avec Jamais Content, mais se fait mélancolique et nostalgique avec des titres tels que 18 ans que j't'ai à l'œil, qui fait référence à la mort de son père dans un accident de voiture, Allô maman bobo et J'ai perdu tout c'que j'aimais. Il contient également Y a d'la rumba dans l'air, qui sonne plutôt bossa-nova et décalé par rapport aux succès disco et punk de l'époque. 

## Sortie et accueil
Sorti en décembre 1977, Jamais content reste classé durant treize semaines dans le top 10 hebdomadaire et atteint la première place. 
Quatre singles sont extraits : Y'a de la rumba dans l'air, en juillet 1977, quelques mois avant la publication de l'album, Jamais content en janvier 1978, Allo Maman bobo trois mois plus tard et 18 ans que j't'ai à l’œil en fin d'année 1978.
L'album rencontre un succès commercial en France, où il est certifié disque d'or pour plus de 100 000 exemplaires vendus.

## Titres
Toutes les paroles sont écrites par Alain Souchon.
| 1.    | Jamais content                  | Laurent Voulzy | 4:27 |
| 2.    | J'ai perdu tout ce que j'aimais | Laurent Voulzy | 2:44 |
| 3.    | Poulaillers' Song               | Laurent Voulzy | 3:48 |
| 4.    | La p'tite Bill elle est malade  | Alain Souchon  | 3:26 |
| 5.    | Y'a d'la rumba dans l'air       | Laurent Voulzy | 3:15 |
| 6.    | Allô maman bobo                 | Laurent Voulzy | 3:32 |
| 7.    | L'Autorail                      | Laurent Voulzy | 2:24 |
| 8.    | 18 ans que je t'ai à l'œil      | Laurent Voulzy | 3:08 |
| 9.    | Loulou doux                     | Laurent Voulzy | 3:13 |
| 10.   | Le P'tit Chanteur               | Alain Souchon  | 3:15 |
| 33:58 |                                 |                |      |

## Personnel

### Les musiciens
- Laurent Voulzy : arrangements et direction d'orchestre

### Réalisation
- Claude Ermelin : mixage et enregistrement
- Daniel Polizuk : mixage et enregistrement
- Christian Orsini : mastering pour Translab
- Bob Socquet : direction artistique